# Viéville-sous-les-Côtes
Viéville-sous-les-Côtes ist ein Ortsteil und eine ehemalige französische Gemeinde im Département Meuse in der Region Grand Est.
Zum 1. März 1973 bildeten die bis dahin eigenständigen Gemeinden Viéville-sous-les-Côtes, Billy-sous-les-Côtes, Creuë, Hattonchâtel, Hattonville und Saint-Benoît-en-Woëvre die neue Gemeinde Vigneulles-lès-Hattonchâtel.

## Geschichte
Der Ort wird erstmals als „Vennovilla“ im Jahr 1177 genannt. 

## Bevölkerungsentwicklung
| Jahr                      | 1793 | 1836 | 1876 | 1906 | 1921 | 1936 | 1954 | 1962 | 1968 |
| Einwohner                 | 558  | 830  | 555  | 486  | 270  | 270  | 228  | 215  | 223  |
| Quelle: Cassini und INSEE |      |      |      |      |      |      |      |      |      |

## Sehenswürdigkeiten
- Kirche Mariä Himmelfahrt (Église de l’Assomption), erbaut 1782
- Waschhaus, erbaut 1867
- Observatorium